# General-Anzeiger der Stadt Wuppertal
Der General-Anzeiger (1929–1971 vollständig: General-Anzeiger der Stadt Wuppertal, kurz GA) war seit der Gründung durch Wilhelm Girardet 1887 die größte Tageszeitung in Wuppertal. Sie war überparteilich und massentauglich angelegt, hatte aber spätestens seit dem Ersten Weltkrieg eine eher konservative Linie. In der NS-Zeit war der General-Anzeiger sehr linientreu und konnte so bis 1945 ununterbrochen erscheinen. Mit der Einführung der Pressefreiheit 1949 erschien er wieder im Altverlag von Hellmut Girardet und ging in den 1970er Jahren in der Westdeutschen Zeitung auf. Deren Wuppertaler Ausgabe führt General-Anzeiger weiterhin als Untertitel.

## Geschichte

### Gründung
Der Verleger Wilhelm Girardet, der bereits andere General-Anzeiger gegründet hatte, plante ab April 1887, dieses Zeitungskonzept auch im bevölkerungsreichen Tal der Wupper umzusetzen. In Elberfeld und Barmen erschienen damals zehn Tageszeitungen verschiedener Ausrichtungen, von der jedoch nur eine mehr als 10.000 Abonnenten hatte. Zusammen mit dem Essener Bankier Moritz Beer gründete Girardet den General-Anzeiger für Elberfeld-Barmen und erwarb dafür ein Gebäude in Elberfeld.
Die erste Ausgabe erschien am 1. Oktober 1887 mit einer Auflage von 40.000 Exemplaren, was auch als Werbung zu verstehen war. Der General-Anzeiger erschien sechsmal in der Woche am Nachmittag und war bis zum 1. Dezember 1887 kostenlos erhältlich. Das Blatt führte am 27. November 1887 den Untertitel „Allgemeines Organ für Berg und Mark“ ein und unterhielt Filialen in vielen Nachbarorten wie Schwelm, Remscheid, Haan und Neviges. Später führte der GA Abonnements ein, die auch Gratis-Anzeigen umfassten.
Der General-Anzeiger enthielt sehr viele Annoncen und wurde oft wegen der Stellenanzeigen gelesen. Inhaltlich war die Zeitung überparteilich und hatte einen populären Charakter.

### Geschichte bis 1945

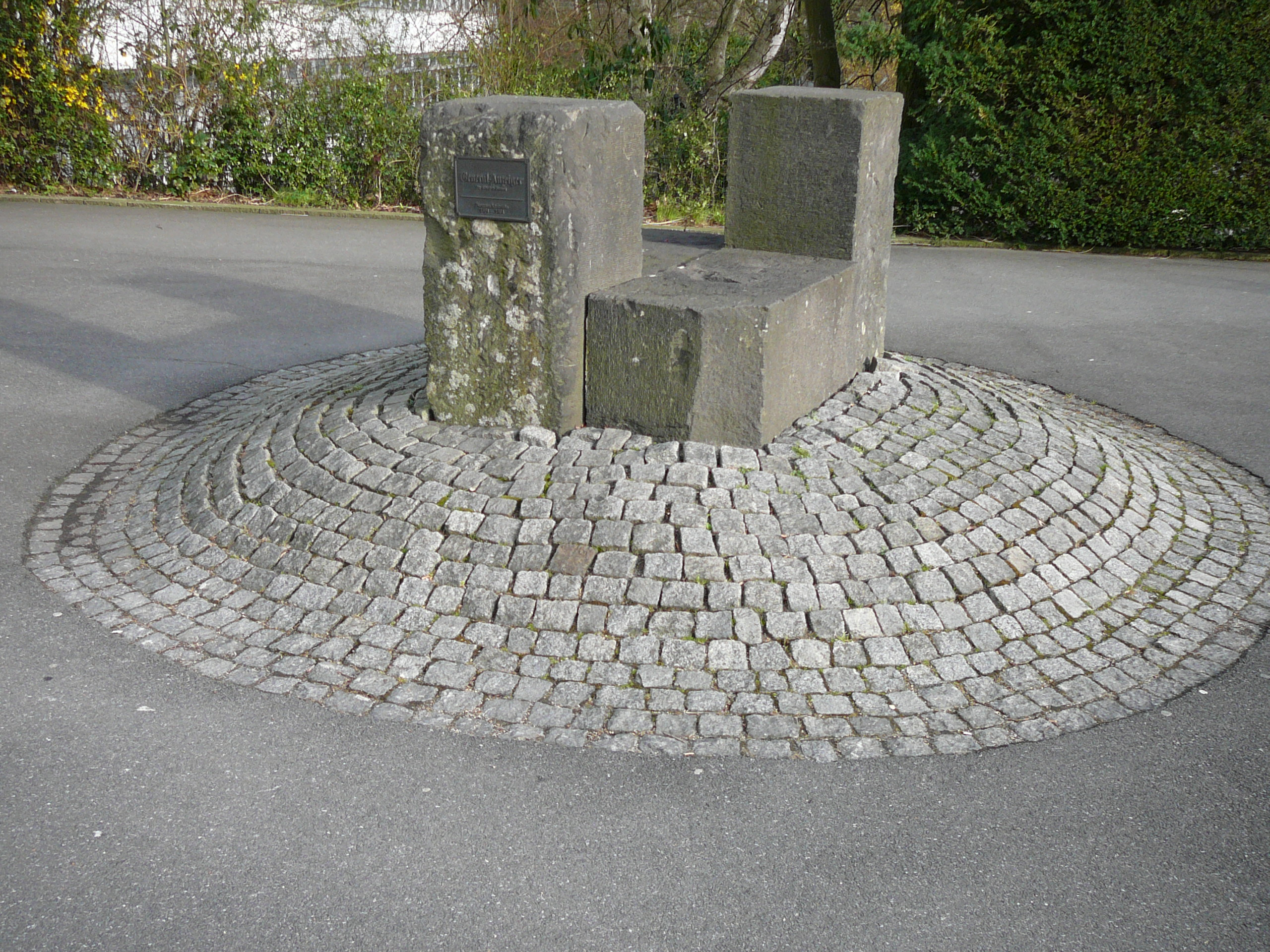
Skulptur am ehemaligen Verlagsgebäude erinnert an das Pressehaus an der Neumarktstraße 1904–1964

Nach der Gründung entwickelte sich das Geschäft gut. Zum zehnjährigen Bestehen berichtete das Blatt, 42.000 Abonnements zu haben.
1899 eröffnete der General-Anzeiger eine zweite Redaktion in Barmen. Damals arbeiteten 167 Menschen in beiden Städten für das Blatt. Die Zahl der Abonnements stieg bis 1904 weiter auf 60.000. Im gleichen Jahr zog der General-Anzeiger in ein neues Verlagshaus an der Neumarktstraße um. In den frühen 1910er Jahren bestand das Blatt etwa zur Hälfte aus redaktionellen Inhalten und Anzeigen.
Die Linie des General-Anzeigers war bis zum Kriegsende kaisertreu und in der Weimarer Republik konservativ und demokratisch. Ab dem 27. Januar 1929 erschien die Zeitung als General-Anzeiger der Stadt Wuppertal, zwei Tage nach der Entscheidung für den neuen Namen der Stadt.
Zur Zeit der Machtergreifung war der General-Anzeiger die mit Abstand auflagenstärkste der elf Wuppertaler Zeitungen. Anfang 1933 wurden die linken Tageszeitungen Freiheit und Freie Presse sowie der Tägliche Anzeiger eingestellt, später folgen weitere. Der bürgerlich-konservative General-Anzeiger reduzierte die Auflage von 72.000 auf 60.000 Exemplare. Er bemühte sich darum, sich bei den Nationalsozialisten nicht unbeliebt zu machen und als „Judenblatt“ wahrgenommen zu werden. Nach der Verabschiedung des Schriftleitergesetzes war kritische Berichterstattung verboten, ein GA-Bericht über die Auflösung des KZ Kemna vom 11. Januar 1934 konnte die dortigen Haftbedingungen nur andeuten. Die Auflage des General-Anzeigers stabilisierte sich auf etwa 55.000 Exemplare.
1936 musste der von Paul Girardet geleitete Verlag W. Girardet zerschlagen werden, Hellmut Girardet wurde Herausgeber des Wuppertaler General-Anzeigers. Er verpflichtete die Mitglieder der Schriftleitung auf einen führertreuen, nationalsozialistischen Kurs als „Heimatzeitung“. Die deutschnationale Bergisch-Märkische Zeitung erschien zum letzten Mal am 30. April 1938, danach übernahm der GA ihren Namen als Untertitel. Am 31. Mai 1941 schlossen die nationalsozialistischen Machthaber die übrigen vier verbliebenen Tageszeitungen in Wuppertal. Damit gab es in Wuppertal nur noch das NSDAP-Organ Rheinische Landeszeitung und den General-Anzeiger. Ab Oktober 1944 erschien das Blatt als Wuppertaler Nachrichten mit dem alten Namen im Untertitel, kriegsbedingt nur viermal pro Woche mit einer Auflage von 80.000 Exemplaren. Am 14. April 1945, zwei Tage vor dem Einmarsch US-amerikanischer Truppen in Wuppertal, erschien die vorerst letzte Ausgabe. Danach wurde die Herausgabe deutscher Tageszeitungen verboten.

### Nach dem Zweiten Weltkrieg
Hellmut Girardet erhielt als vorbelasteter Altverleger zunächst keine Lizenz von der alliierten Militärverwaltung. Die Wuppertaler Girardet-Druckerei war im Krieg allerdings nicht getroffen worden und druckte Fahrpläne, ein Anzeigenblatt und ab dem 8. Mai 1946 die Westdeutsche Rundschau (WR). Sie war die einzige Lizenzzeitung in Wuppertal und stand der FDP nahe.

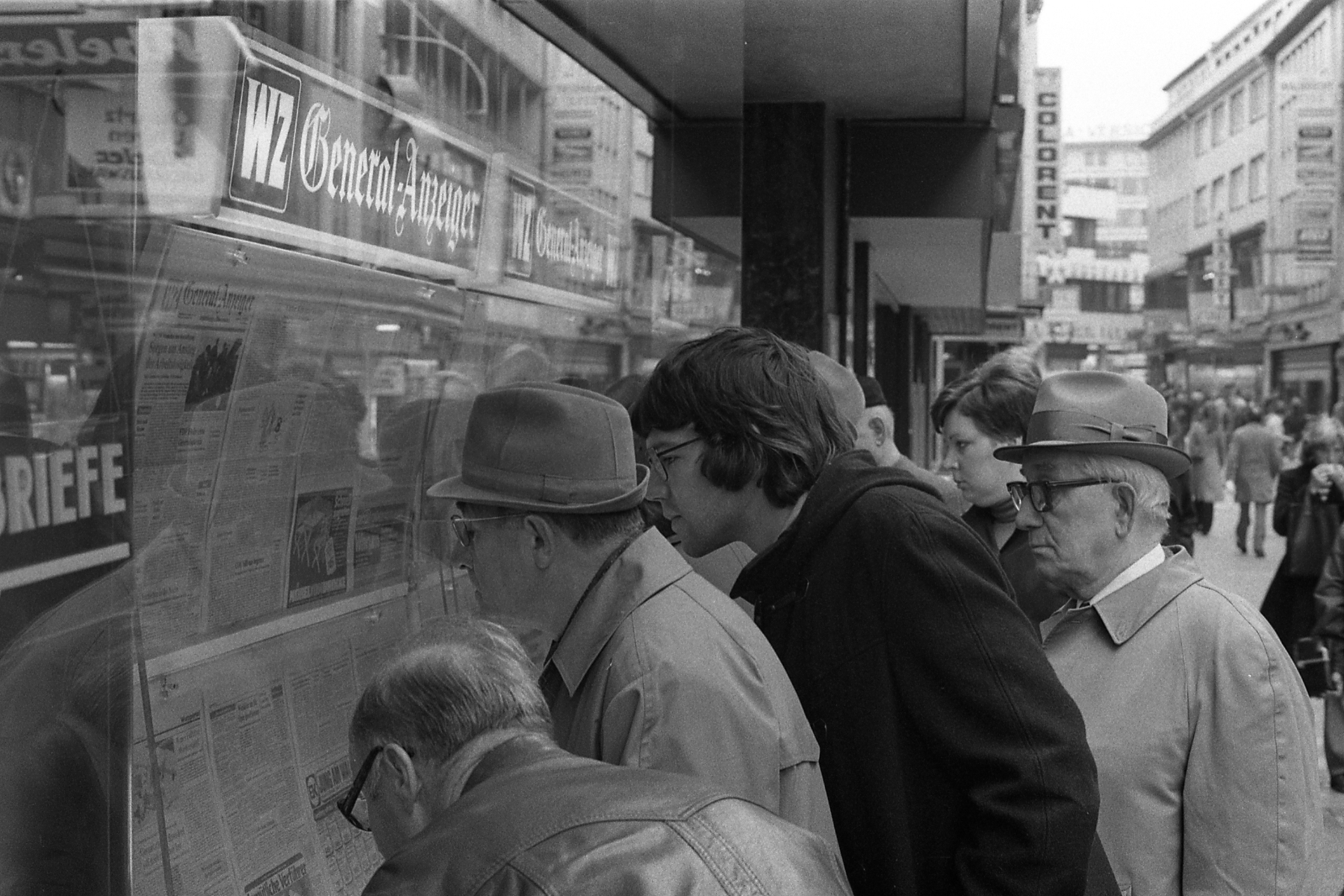
Zeitungsleser der WZ in Wuppertal 1977

1948 wurde in Düsseldorf die Westdeutsche Zeitung (WZ) wiedergegründet. Lizenzträger war Wilhelm Elfes, praktisch wurde die Zeitung jedoch von vielen Altverlegern gemacht. Die Wuppertaler Lokalausgabe wurde von Girardet gedruckt und von dessen Redaktion erstellt. 1949 wurde der Vertrag mit der Westdeutschen Rundschau aufgelöst. Nach der Aufhebung der Lizenzpflicht gingen die Lokalausgaben der WZ wieder an die Altverlage zurück. Deshalb kam am 1. Oktober 1949 in Wuppertal auch der General-Anzeiger wieder heraus.
Er bildete seitdem eine Redaktionsgemeinschaft („Arbeitsgemeinschaft bergischer Zeitungsverleger“) mit dem Solinger Tageblatt und dem Remscheider General-Anzeiger für den überörtlichen Mantelteil. Sehr bald nahm der GA des Verlegers Hellmut Girardet damit wieder seine Stellung als größte Tageszeitung des Bergischen Landes ein. Die Zeitung erschien in Wuppertal und der Umgebung, dort als General-Anzeiger für Berg und Mark. Lokalausgaben gab es ab 1962 in Schwelm, Radevormwald, Wipperfürth, Velbert, Haan und Wülfrath. Da das alte Verlagshaus veraltet war und zu klein wurde, baute der Verlag ein neues Pressehaus am Otto-Hausmann-Ring. Der Druck fand dort ab Ende 1963 statt, die Redaktion und die Verwaltung zogen 1964 um. Die Auflage des GA stieg von 57.000 Exemplaren (1951) auf 73.000 im Jahr 1967. In diesem Jahr schloss sich auch die Velberter Zeitung der Redaktionsgemeinschaft an, woraufhin der General-Anzeiger seine bisher konkurrierende Ausgabe dort einstellte.
Im August 1971 wurde die Westdeutsche Rundschau mit dem General-Anzeiger zusammengelegt und dieser gleichzeitig von einer Mittags- auf eine Morgenzeitung umgestellt. Viele Beschäftigte und Rubriken wie Hans Geibs Glosse „Hie kallt Ötte“ wurden übernommen. Wie die WR vorher bezog der General-Anzeiger seit der Fusion seinen Mantelteil von den Düsseldorfer Nachrichten. Der für den Mantel zuständige Teil der GA-Redaktion wechselte in die Zentralredaktion nach Düsseldorf. Die Zeitung hatte damit keine Vollredaktion mehr. Bis Ende 1971 erschien sie als General-Anzeiger mit dem Untertitel Westdeutsche Rundschau. Ihre Auflage stieg auf etwa 80.000 Exemplare.
Der Wuppertaler Verlag W. Girardet hatte im Sommer 1970, nach dem Tod von Paul Girardet, den gleichnamigen Verlag in Düsseldorf übernommen. Ab 1972 (oder 1973) führten alle Zeitungen des Verlages den gemeinsamen Titel Westdeutsche Zeitung. Seit dem 16. Oktober 1978 erscheint die Wuppertaler Ausgabe als WZ mit dem General-Anzeiger als Untertitel.

## Redakteure
Chefredakteure waren seit der Gründung
- 1887–1888: Wilhelm Kutschbach
- 1888–1889: Albert Herzog
- 1889–1894: Hans Rohrbach
- 1894–1896: Bruno Wagener
- 1896: Walter Gebensleben
- 1896–1834: Heinrich Tölke[19]
- 1834–1945: Hans Christian Meyer[20]

Den Lokalteil verantwortete von 1888 bis 1930 der Journalist Karl Sir.